# Godfreyhole
Godfreyhole – wieś w Anglii, w hrabstwie Derbyshire, w dystrykcie Derbyshire Dales. Leży 20 km na północny zachód od miasta Derby i 202 km na północny zachód od Londynu.